# Malou van Hintum
Malou van Hintum (Oss, 1961) is een Nederlandse journaliste. 

## Opleiding en werk
Van Hintum deed eindexamen aan het gymnasium van het Titus Brandsmalyceum in Oss. Daarna studeerde ze politieke wetenschappen aan de Nijmeegse universiteit. Sinds eind jaren tachtig is ze actief als journaliste, onder meer voor de Radikalenkrant (PPR), voor het blad van Groen Links, Opzij (1990-1996), Mare (1991-1997) Intermediair (1997-1998) en Vrij Nederland (1999-2007). Verder was ze redacteur bij het radioprogramma Spijkers met koppen en werkte ze mee aan publicaties van diverse wetenschapsorganisaties (NWO, Universiteit Leiden). Tussen 2008 en 2014 schreef ze als columniste voor De Volkskrant, vooral over politiek, bestuur en diverse sociale onderwerpen. Sinds 2014 schrijft ze onder meer voor de Groene Amsterdammer en The Post Online.

## Publicaties
- 2017 - Brein onder druk. Over stress, agressie en veerkracht. Amsterdam, Uitgeverij SWP, 9789088506499
- 2015 - Wat wil Nederland weten? Over de totstandkoming van de Nationale Wetenschapsagenda. Amsterdam, Nijgh & Van Ditmar, 978-90-388-0151-3
- 2012 - Doe eens normaal. Over zin en onzin van psychiatrische diagnoses. Amsterdam, Bert Bakker,  978-90-351-3747-9 (over psychiatrische diagnoses als ADHD)
- 2011 - Kwetsbare ouderen in de praktijk. Cretien van Campen et al., bijdr. van Malou van Hintum. Den Haag, Sociaal en Cultureel Planbureau, 978-90-377-0555-3
- 2011 - Werken na kanker, samen met Maria Hendriks, Ragna van Hummel, Ineke Jungschleger en Tia Lücker. Uitgeverij Thoeris, 978 90 72219 534
- 2010 - De opvoedingscanon, samen met René Diekstra. (Opdracht van de Gemeente Den Haag). Amsterdam, Bert Bakker, 978-90-351-3514-7
- 2007 - Liefde à la carte. Trends in moderne relaties, samen met Jan Latten. Amsterdam, Archipel, 978-90-6305-311-6
- 1995 - Macha! Macha! Een afrekening met het klaagfeminisme. Amsterdam, Nijgh & Van Ditmar, 90-388-3096-3
- 1991 - Winst in plaats van vervuiling, redactie. Utrecht, Alliantie voor duurzame ontwikkeling